# Leverburgh
Leverburgh är en by i South Harris, Harris, Lewis and Harris, Yttre Hebriderna, Skottland. Byn är belägen 9 km 
från Tarbert. Orten har 200 invånare.